# 利西尼亚戈
利西尼亚戈（義大利語：Lisignago），曾是意大利特伦托自治省的一个市镇。总面积7平方公里，人口507人，人口密度72.4人/平方公里（2009年）。ISTAT代码为022105。
2016年1月1日，利西尼亚戈和琴布拉两市镇合并为新的琴布拉-利西尼亚戈市镇。